# Jonathan Stewart (Footballspieler, 1987)
Jonathan Creon Stewart (* 21. März 1987 in Fort Lewis, Washington) ist ein ehemaliger US-amerikanischer American-Football-Spieler. Er spielte zehn Saisonen lang bei den Carolina Panthers und auch bei den New York Giants in der National Football League (NFL) auf der Position des Runningbacks.

## College
Stewart, der auf der Highschool auch als Sprinter von sich Reden machte, hatte Angebote von mehreren Universitäten, entschied sich für die University of Oregon und spielte von 2005 bis 2007 für deren Team, die Ducks erfolgreich College Football. Als Runningback gelangen ihm insgesamt 2891, als Kick Returner 1664 erlaufene Yards und insgesamt 35 Touchdowns.

## NFL

### Carolina Panthers
Beim NFL Draft 2008 wurde er von den Carolina Panthers in der ersten Runde als 13. Spieler ausgewählt. In seiner ersten Saison lief er in allen Spielen auf und hält mit 10 Touchdowns den entsprechenden Rookierekord des Franchises. 2009 kam er zu ersten Einsätzen als Starter und konnte mehr als 1000 Yards erlaufen. In den folgenden Spielzeiten wurde er zum fixen Bestandteil der Offense der Panthers.
Stewart blieb von Verletzungen nicht verschont und konnte so 2012 nur 9, 2013 bloß 6 Spiele bestreiten.
2015 erreichte er mit den Panthers nicht nur den Super Bowl 50, der allerdings gegen die Denver Broncos verloren ging, sondern wurde auch für seine konstant guten Leistungen in den Pro Bowl berufen. Im März 2017 verlängerte er seinen Vertrag um ein weiteres Jahr.

Auch in den folgenden beiden Spielzeiten war er fixer Bestandteil der Offense der Panthers. Dennoch wurde Stewart, der zahlreiche Franchise-Rekorde hält und der erfolgreichste Runningback in der Geschichte seines Teams ist, im Februar 2018 nach zehn Saisonen entlassen.

### New York Giants
Im März 2018 kam Stewart bei den New York Giants unter, wo er einen Zweijahresvertrag über 900 000 US-Dollar unterschrieb. Er kam aber verletzungsbedingt nur in drei Spielen zum Einsatz. 
Ende April 2019 gab er seinen Rücktritt bekannt. Er hatte für einen Tag einen Vertrag von den Panthers erhalten, um als Mitglied dieses Teams Abschied vom aktiven Sport nehmen zu können.